# BSA Golden Flash
La BSA Golden Flash (ou A10 Golden Flash) communément appelée « Gold Flash », était une moto propulsée par un bicylindre vertical refroidi par air de 646 cm3 conçu par Bert Hopwood et produite par la Birmingham Small Arms Company (BSA) à Small Heath, Birmingham. La Golden Flash était le premier modèle de la série BSA A10. Elle était disponible en noir et chrome mais c’est la peinture dorée particulière qui a donné son nom à la Golden Flash. La production a continué jusqu'en 1963 date à laquelle elle fut remplacée par la BSA A65 Star.

## Développement
Bert Hopwood fit un apprentissage chez le designer Val Page chez Ariel avant de passer chez Triumph en 1936 où il travailla sous la direction d'Edward Turner pour développer la Triumph Speed Twin de 1937. Cette moto innovante devint, dans les années 1950 et 1960, l’exemple parfait de l'architecture des moteurs bicylindres parallèles des motos britanniques. En avril 1947, Hopwood rejoignit Norton pour concevoir le moteur de la Norton Dominator.
BSA, alors le plus grand constructeur de motos du Royaume-Uni, était en retard dans la course aux bicylindres parallèles. Bien que BSA possédait un moteur de ce type, le BSA A7, il fallait développer le reste de la moto pour rester compétitif. En mai 1948, BSA attira Hopwood après seulement un an chez Norton et celui-ci fut chargé de créer un bicylindres performant pour BSA,. Lancé en octobre 1949, l'A10 Golden Flash de Hopwood s'inspirait énormément du design de la BSA A7 de Page et de Bert Perkins.

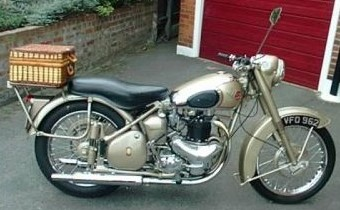
Les premières Golden Flash A10 avaient des cadres sans suspension arrière ou des pistons plongeurs, ainsi qu'un moteur semi-unitaire et une boîte de vitesses, avec la boîte de vitesses boulonnée à l'arrière du moteur.

L’A10 fut alésé à 650 cm3, avec des culbuteurs revus en alliage, une culasse en fonte, ainsi qu’un collecteur intégré pour l'unique carburateur Amal. Une boîte de vitesses intégrée semi-unit signifiait que la chaîne primaire était réglable via un tendeur à glissière dans le carter de chaîne primaire. Le cadre était disponible en version rigide arrière, mais l'option la plus courante était la suspension à piston pour l'exportation. L'A10 était équipé d'un garde-boue arrière articulé pour faciliter le retrait de la roue arrière. La moto était si étroitement basée sur l’A7 qu’elle utilisait bon nombre de ses composants éprouvés. Ce transfert important de pièces depuis le modèle A7 garantissait une fiabilité accrue, avec un risque minimal de nouveaux problèmes techniques.

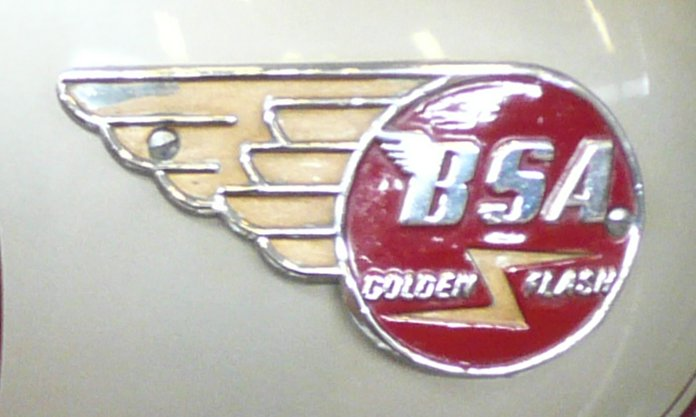
Insigne de réservoir Golden Flash de la première série.

### Production
La BSA Golden Flash fut lancée avec une nouvelle couleur or et 80% de la production était destinée aux États-Unis. Cela entraîna de longs délais de livraison pour les clients britanniques qui de plus devaient se contenter d'un unique coloris noir.
Bien qu'elle ne fût jamais conçue comme une moto sportive, la Golden Flash était rapide pour son époque et compétitive face à la Triumph Tiger 100. Elle atteignit plus de 161 km/h lors d’essais en 1950 et effectua le quart de mile (402 m) en moins de 16 secondes. Sa couleur dorée s’avéra être un succès marketing, dépassant les ventes des Speed Twin et 6T Thunderbird de Triumph.
En 1954 BSA craignant que l’usure de la suspension à piston ne rende la maintenance compliquée, l’usine installa un bras oscillant et le garde-boue articulé fut supprimé. Dans une démarche apparemment rétrograde, la boîte de vitesses semi-unit fut abandonnée pour une boîte de vitesses séparée (pre-unit). La nouvelle conception comportait un réglage différent pour la chaîne principale, un embrayage modifié et de nouveaux éléments internes pour la boîte de vitesses.
Une version améliorée, la Super Flash, était disponible aux États-Unis de 1953 à 1954. À la suite de demandes émanant des États-Unis pour une version plus puissante, le moteur fut équipé de pièces du département compétition. Il s’agissait d’une mesure intermédiaire alors qu'une version sport de l’A10, la Road Rocket, était en cours de développement.

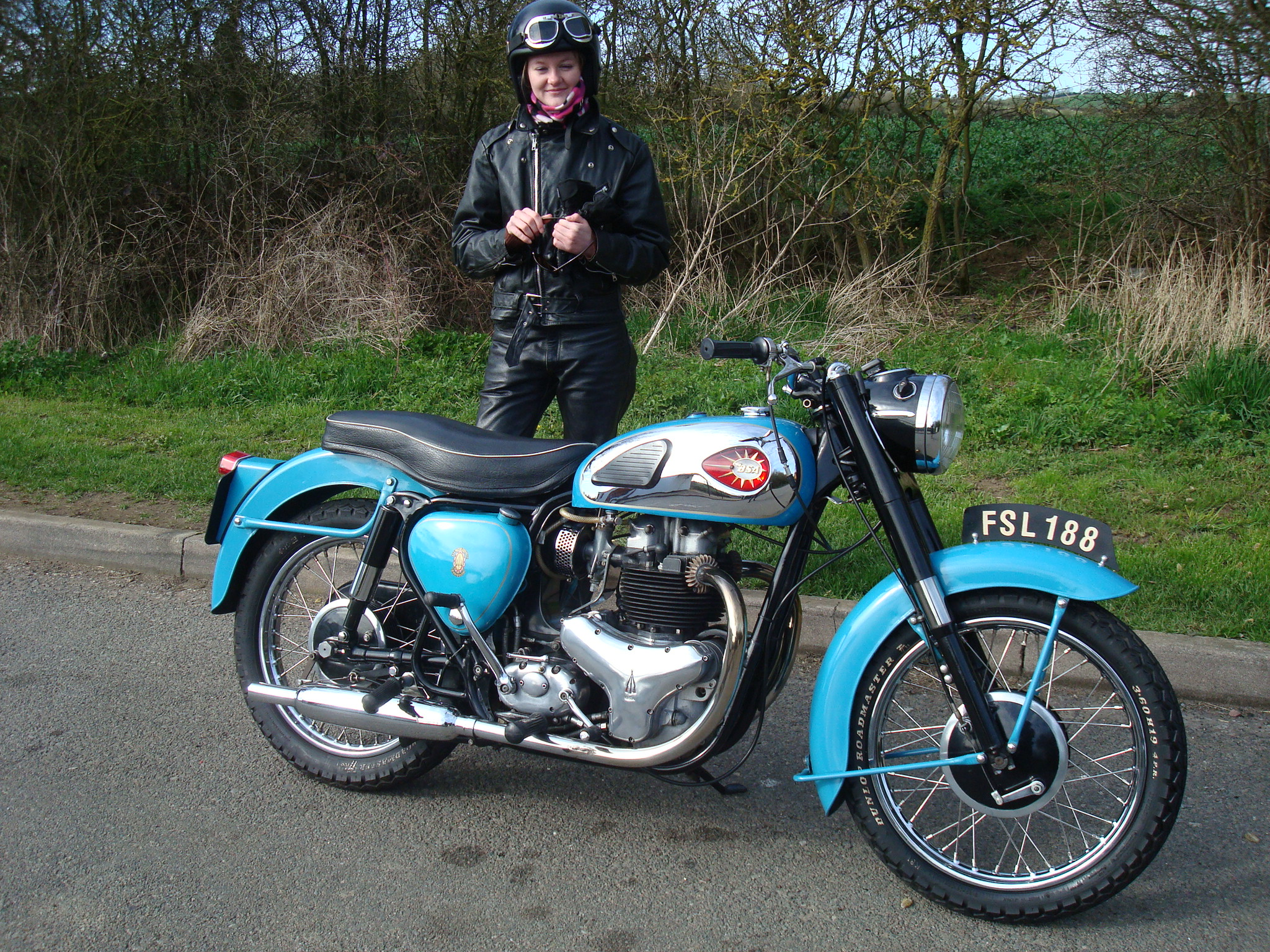
Dernière Golden Flash A10 de 1961, avec bras oscillant, et moteur et boîte de vitesses séparés.

En 1957, un embrayage amélioré fut installé, utilisant quatre ressorts au lieu de six et un meilleur matériau de friction,.
Pour une meilleure fiabilité, la Golden Flash reçu en 1958 le cylindre à « bride épaisse » (le rebord de base fut augmenté de 10 à 13 mm) et les grosses culasses équipant à l'origine la Road Rocket.
Pour 1960, le modèle était équipé d'un arbre à cames sport 356 et d'un carburateur Amal Monobloc 389 plus gros (29 mm). Le modèle fut rebaptisé « Royal Tourist » aux États-Unis.
Un alternateur fut proposé comme alternative à la dynamo les trois dernières années de production de 1961 à 1963.
À la fin des années 1950, Lucas, le fabricant de composants électriques de motos, décida de passer de la production des systèmes magnéto/dynamo aux systèmes alternateurs/bobines. Cela obligea les constructeurs de motos britanniques à repenser complètement leurs moteurs. Avec le lancement des nouvelles BSA A50 et BSA A65 à moteur et boîte de vitesses intégrée, les modèles A7 et A10 furent supprimés en 1963.